# Zvičina
Zvičina är en kulle i Tjeckien.   Den ligger i regionen Hradec Králové, i den centrala delen av landet, 100 km öster om huvudstaden Prag. Toppen på Zvičina är 671 meter över havet.
Terrängen runt Zvičina är kuperad åt nordost, men åt sydväst är den platt. Runt Zvičina är det tätbefolkat, med 266 invånare per kvadratkilometer. Närmaste större samhälle är Trutnov, 19,4 km nordost om Zvičina. I omgivningarna runt Zvičina växer i huvudsak blandskog.